# Иларион (Станев)
Митрополи́т Иларио́н (в миру Иван Пенчев Станев; 5 сентября 1850, Церова-Кория — 6 марта 1925, Тырново) — епископ Болгарской православной церкви, митрополит Неврокопский.

## Биография
Иван Пенчев Станев родился 5 сентября 1850 года в городке Церова-Кория. В 1871 году причинял монашество в Капиновском монастыре под именем Иларион.
С 1872 года — диакон на митрополит Доростоло-Червенски Григорий.
Окончил богословское училище в Петропавловском монастыре, а в 1884 году окончил Одесскую духовную семинарию по второму разряду.
Вернувшись в Болгарию, с 1884 по 1886 год преподавал в болгарской мужской гимназии в Салониках.
С 1886 по 1891 год — ректор Одринского болгарского священнического училища, которое в 1890 году было перемещено в Константинополь.
С 1891 до 1894 год возглавлял болгарскую церковную общину в Серре (ныне Греция).
24 апреля 1894 года рукоположён во епископа Неврокопского с возведением в сан митрополита.
30 июня 1912 года подал в отставку по состоянию здоровья и поселился в Тырнове.
Завещал около 200 000 левов на развитие просвещения в Неврокопе.
Скончался 5 марта 1925 году в Тырнове. Погребён в церкви святого Иоанна Предтечи в Церовой Кории.